# Hall da Fama do Futebol Alemão
O Hall of Fame des deutschen Fußballs é o Hall da Fama do Futebol Alemão estabelecido em 2018. Foi proposto pelo Museu Alemão do Futebol, sugerido por Manuel Neukirchner, diretor do Museu Alemão do Futebol.

## Primeiros Introduzidos
Em novembro de 2018, um júri de jornalistas esportivos elegeu os primeiros 11 jogadores e o primeiro treinador do Hall da Fama como equipe fundadora do Hall da Fama. Cada um dos 26 membros do júri apresentou uma lista pessoal de sugestões, a partir da qual foi elaborada uma lista de 26 jogadores e três treinadores do futebol alemão. Os critérios de seleção foram, acima de tudo, excelentes desempenhos nas seleções alemãs, bem como no futebol de clubes nacionais e internacionais. A exigência era que seu fim de carreira fosse pelo menos cinco anos atrás.
A partir de 2019, quatro a cinco novos membros são admitidos a cada ano. Em 2019, o júri também selecionou uma equipe fundadora de mulheres para o Hall da Fama. 

### Turma 2018
| Homenageado       | Período   | Posição                            |
| ----------------- | --------- | ---------------------------------- |
| Sepp Maier        | 1962–1979 | Goleiro e membro fundador          |
| Franz Beckenbauer | 1964–1983 | Líbero e membro fundador           |
| Andreas Brehme    | 1978–1998 | Lateral Esquerdo e membro fundador |
| Paul Breitner     | 1970–1983 | Lateral Esquerdo e membro fundador |
| Fritz Walter      | 1938–1959 | Meia e membro fundador             |
| Lothar Matthäus   | 1978–2000 | Volante e membro fundador          |
| Matthias Sammer   | 1985–1998 | Zagueiro e membro fundador         |
| Günter Netzer     | 1963–1977 | Meia e membro fundador             |
| Gerd Müller       | 1963–1981 | Centravante e membro fundador      |
| Helmut Rahn       | 1946–1965 | Centravante e membro fundador      |
| Uwe Seeler        | 1953–1972 | Centravante e membro fundador      |
| Sepp Herberger    | 1936–1954 | Treinador e membro fundador        |

Fonte:Goal. 

### Turma 2019
| Homenageado              | Período   | Posição    |
| ------------------------ | --------- | ---------- |
| Oliver Kahn              | 1987-2008 | Goleiro    |
| Hans-Jürgen Dörner       | 1968-1986 | Líbero     |
| Wolfgang Overath         | 1963-1977 | Meia       |
| Jürgen Klinsmann         | 1981-1998 | Atacante   |
| Helmut Schön             | 1933–1978 | Treinador  |
| Silke Rottenberg         | 1993-2008 | Goleira    |
| Doris Fitschen           | 1988–2001 | Zagueira   |
| Nia Künzer               | 1997–2008 | Zagueira   |
| Steffi Jones             | 1986–2007 | Zagueira   |
| Renate Lingor            | 1991–2008 | Volante    |
| Silvia Neid              | 1980–1996 | Volante    |
| Martina Voss-Tecklenburg | 1982–2003 | Meia       |
| Bettina Wiegmann         | 1988–2003 | Meia       |
| Inka Grings              | 1995–2014 | Atacante   |
| Heidi Mohr               | 1986–2000 | Atacante   |
| Birgit Prinz             | 1992–2011 | Atacante   |
| Tina Theune-Meyer        | 1986      | treinadora |

Fonte: Joga Mais Spox e Federação Alemã de Futebol

### Turma 2020
| Homenageado     | Período   | Posição         |
| --------------- | --------- | --------------- |
| Berti Vogts     | 1965-1979 | Lateral direito |
| Andreas Möller  | 1985-2004 | Meio-campista   |
| Michael Ballack | 1994-2012 | Meio-campista   |
| Klaus Fischer   | 1968-1988 | Centravante     |
| Rudi Völler     | 1977-1996 | Centroavante    |

Fonte: Museu Alemão do Futebol.

### Turma 2021
| Homenageado     | Período   | Posição         |
| --------------- | --------- | --------------- |
| Jürgen Kohler   | 1983-2002 | Zagueiro        |
| Horst Eckel     | 1950-1965 | Lateral direito |
| Miroslav Klose  | 1997-2016 | Centroavante    |
| Joachim Streich | 1969-1985 | Centroavante    |
| Udo Lattek      | 1970-2000 | Técnico         |

Fonte: Time News. 

### Turma 2022
| Homenageado               | Período    | Posição         |
| ------------------------- | ---------- | --------------- |
| Philipp Lahm              | 2001-2017  | Lateral direito |
| Bernd Schuster            | 1978-1997  | Meio campista   |
| Rummenigge                | 1974-1989  | Centroavante    |
| Nadine Angerer            | 1995-2020  | Goleira         |
| Ariane Hingst             | 1994-2013  | Zagueira        |
| de: Christa Kleinhans     | 1955-1965  | Atacante        |
| en: Anne Trabant-Haarbach | 1973-1983  |                 |
| de: Bärbel Wohlleben      | 1969-19792 |                 |

Fonte: Federação Alemã de Futebol.